# Cethosia orientalis
Cethosia orientalis är en fjärilsart som beskrevs av Talbot 1932. Cethosia orientalis ingår i släktet Cethosia och familjen praktfjärilar. Inga underarter finns listade i Catalogue of Life.